# Kunal Nayyar
Kunal Nayyar (hindi: कुणाल नैयर, ur. 30 kwietnia 1981 w Londynie) – indyjski aktor urodzony w Wielkiej Brytanii. Popularność przyniosła mu rola dr Rajesha Koothrappaliego w serialu Teoria wielkiego podrywu.

## Życiorys
Urodził się 30 kwietnia 1981 w Londynie, jednak większość dzieciństwa spędził w Nowym Delhi. Według Nayyara jego imię oznacza „ten, który widzi piękno we wszystkim” i pochodzi od himalajskiego ptaka – złotosłonki.
W latach szkolnych grał w badmintona i uczestniczył w rozgrywkach regionalnych w północnych Indiach. Jest również fanatycznym kibicem krykieta. Jako dziecko występował w musicalach i sztukach. Po ukończeniu liceum opuścił Indie i przeniósł się do USA, gdzie studiował ekonomię i uczęszczał na liczne zajęcia z aktorstwa na uniwersytecie w Portland. Na ostatnim roku został nominowany do nagrody za najlepszą rolę (w sztuce The Rose Tattoo) i zaproszony na festiwal teatralny American College Theater Festival (ACTF) do uczestnictwa w konkursie aktorskim, na którym ostatecznie zdobył nagrodę im. Marka Twaina za „świetny występ komediowy” oraz stypendium Sundance Theater Lab. Tytuł magistra sztuk pięknych (Masters of Fine Arts) uzyskał na Temple University w Filadelfii.
Za występ w spektaklu Huck and Holden w teatrze Dalia w Los Angeles otrzymał nagrodę Garland Award za najlepszą męską rolę w sztuce na zachodnim wybrzeżu. Zagrał również w sztuce Loves Labors Lost w Royal Shakespeare Company w Stratford-upon-Avon w Anglii.
Wystąpił gościnnie w roli terrorysty w serialu NCIS. Powszechną rozpoznawalność przyniosła mu rola Rajesha Koothrappaliego w Teorii wielkiego podrywu. Wyreżyserował sztukę Cotton Candy, którą wystawił w Nowym Delhi.
W 2011 się ożenił. Mieszka w Los Angeles.

## Edukacja
- St. Columba's School (Nowe Delhi, Indie)
- University of Portland (Portland, Oregon, USA)
- Temple University (Filadelfia, Pensylwania, USA)

## Filmografia
Filmy
| Rok  | Polska nazwa filmu | Oryginalna nazwa filmu | Rola                  |
| ---- | ------------------ | ---------------------- | --------------------- |
| 2016 | Trolle             | Trolls                 | Gwidon Diament (głos) |
| 2004 | S.C.I.E.N.C.E      | -                      | Doręczyciel pizzy     |

Seriale TV
| Rok  | Polska nazwa filmu       | Oryginalna nazwa filmu                          | Rola                      |
| ---- | ------------------------ | ----------------------------------------------- | ------------------------- |
| 2007 | Teoria wielkiego podrywu | Big Bang Theory, The                            | Rajesh Koothrappali       |
| 2003 | Agenci NCIS              | Navy NCIS: Naval Criminal Investigative Service | Youssef Zidan (gościnnie) |